# 压力容器

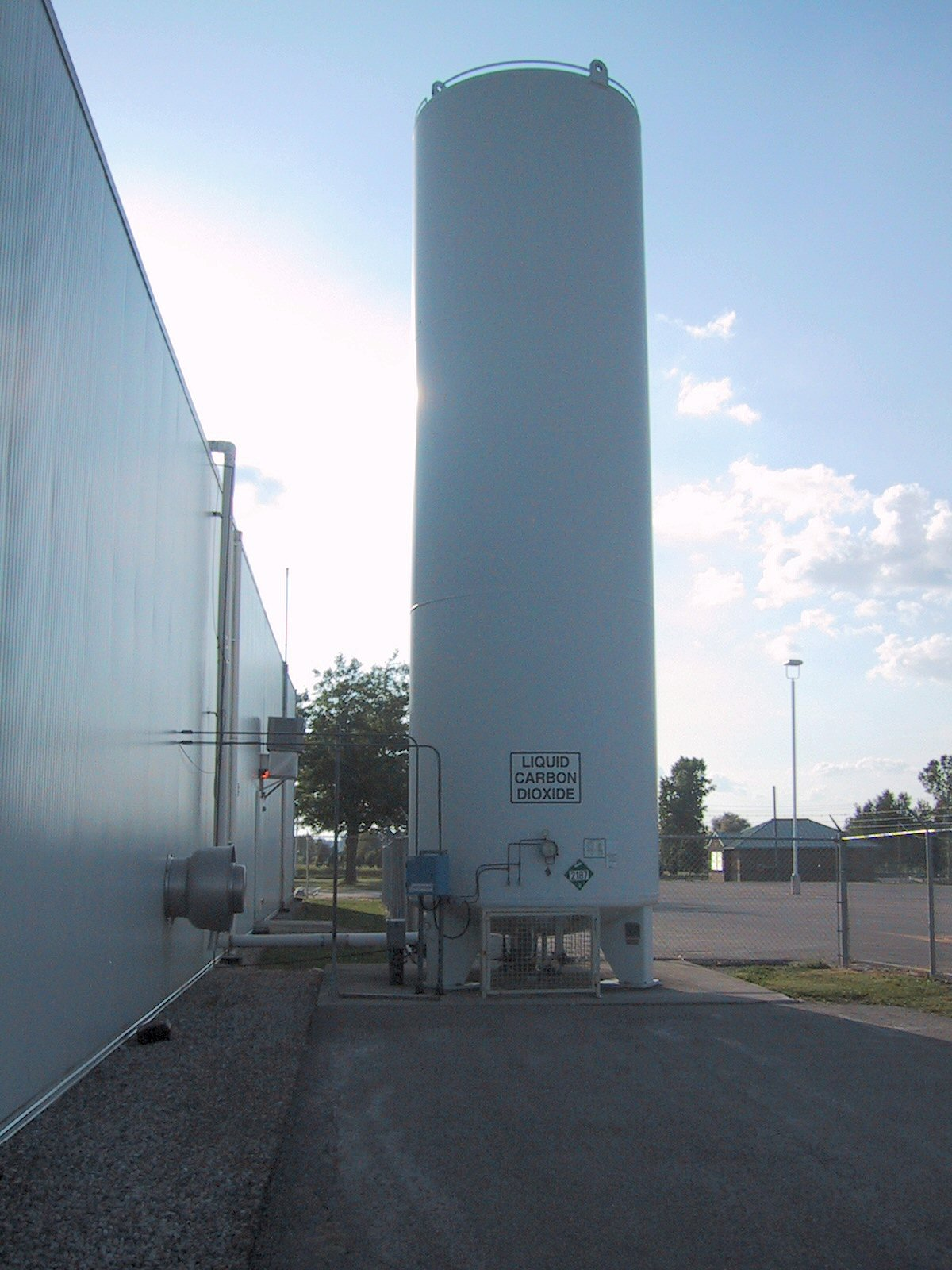
大型压力容器

压力容器 (英語：pressure vessel) 通常是指一个专门设计能承受一定压力载荷，以盛装气体或液体的密闭容器，材質包括金屬及非金属材料。压力容器内部和外部的压力差具有潜在的危险。在压力容器的发展历史上，许多安全事故都因为设计、制造、操作和使用不当而发生。因此压力容器受到严格的标准控制。由于这些原因，压力容器的定义因为每个国家的标准及所涉及的参数不同而有差异，例如最大安全工作压力和温度。

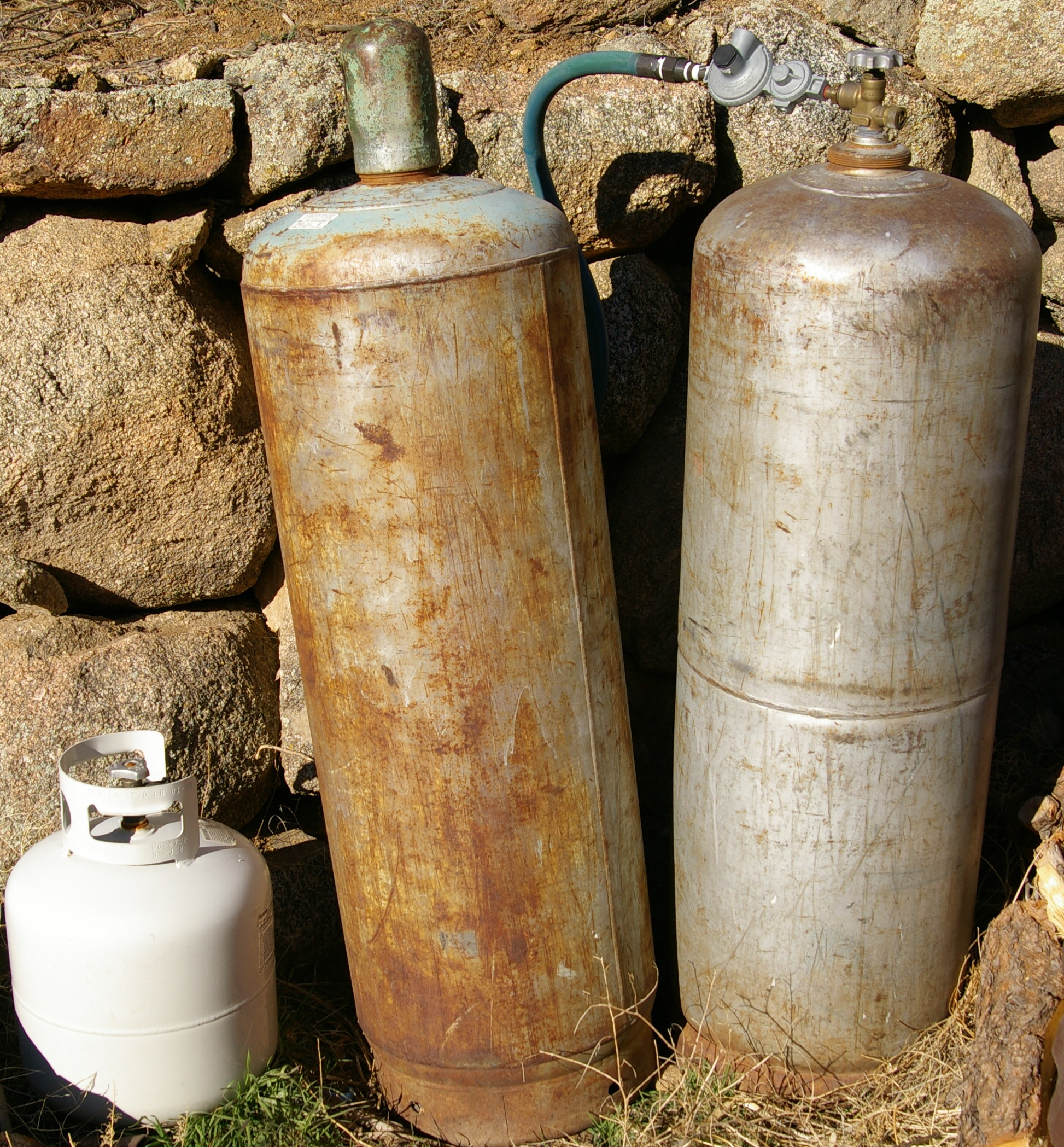
各类丙烷罐

中華人民共和國国家质量技术监督局1999年制定的《压力容器安全技术监察规程》(已有新版)规定：
|  | 压力容器，是指盛装气体或者液体，承载一定压力的密闭设备，其范围规定为最高工作压力大于或者等于0.1MPa(表压)，且压力与容积的乘积大于或者等于2.5MPa·L的气体、液化气体和最高工作温度高于或者等于标准沸点的液体的固定式容器和移动式容器；盛装公称工作压力大于或者等于0.2MPa(表压)，且压力与容积的乘积大于或者等于1.0MPaL的气体、液化气体和标准沸点等于或者低于60℃液体的气瓶；氧舱等。 |